# Brachythecium papuense
Brachythecium papuense är en bladmossart som beskrevs av Ignatov in Ignatov, T. Koponen och J.C. Norris 1999. Brachythecium papuense ingår i släktet gräsmossor, och familjen Brachytheciaceae. Inga underarter finns listade i Catalogue of Life.